# Tatzecuala
Tatzecuala är en ort i Mexiko.   Den ligger i kommunen Zacapoaxtla och delstaten Puebla, i den sydöstra delen av landet, 170 km öster om huvudstaden Mexico City. Tatzecuala ligger 2 078 meter över havet och antalet invånare är 762.
Terrängen runt Tatzecuala är kuperad åt sydväst, men åt nordost är den bergig. Runt Tatzecuala är det ganska tätbefolkat, med 199 invånare per kvadratkilometer. Närmaste större samhälle är Teziutlan, 19,4 km öster om Tatzecuala. I omgivningarna runt Tatzecuala växer huvudsakligen savannskog.